# Collège des Jésuites de Clermont-Ferrand
Le collège des Jésuites de Clermont-Ferrand est un bâtiment situé à Clermont-Ferrand en France. Il est actuellement le conservatoire à rayonnement régional de Clermont-Ferrand.

## Histoire
Sa construction a débuté en 1675. À partir de 1762, le couvent est utilisé pour enseignement, à partir de là, il est dénommé sous différentes appellations : Institut en 1791, École centrale en 1796, Lycée impérial en 1808 et Collège royal en 1815. En 1962 le Lycée Blaise Pascal quitte le bâtiment pour un nouveau rue Carnot. S'installeront sur les lieux de l'ancien Lycée le conservatoire, l'école à horaires aménagés Emmanuel-Chabrier, des services municipaux (bibliothèque, service des eaux, service des élections), une école de coiffure, un club de jazz, des associations et syndicats, le Centre Loisirs et rencontres. Au début des années 2000 l'utilisation principale est laissée au Conservatoire Emmanuel-Chabrier.
Les façades et les toitures, l'escalier central, l'escalier latéral sud-est et le sol de la cour sont inscrits au titre des monuments historiques le 25 octobre 1962.